# Styx (Band)/Diskografie
Diese Diskografie ist eine Übersicht über die musikalischen Werke der US-amerikanischen Rockband Styx. Den Schallplattenauszeichnungen zufolge hat sie bisher mehr als 21 Millionen Tonträger verkauft, davon alleine in ihrer Heimat über 19,5 Millionen. Ihre erfolgreichste Veröffentlichung ist das achte Studioalbum Paradise Theater mit über 3,1 Millionen verkauften Einheiten.

## Alben

### Studioalben
| Jahr | Titel Musiklabel                                  | Höchstplatzierung, Gesamtwochen, AuszeichnungChartplatzierungen (Jahr, Titel, Musiklabel, Platzierungen, Wochen, Auszeichnungen, Anmerkungen) | Höchstplatzierung, Gesamtwochen, AuszeichnungChartplatzierungen (Jahr, Titel, Musiklabel, Platzierungen, Wochen, Auszeichnungen, Anmerkungen) | Höchstplatzierung, Gesamtwochen, AuszeichnungChartplatzierungen (Jahr, Titel, Musiklabel, Platzierungen, Wochen, Auszeichnungen, Anmerkungen) | Höchstplatzierung, Gesamtwochen, AuszeichnungChartplatzierungen (Jahr, Titel, Musiklabel, Platzierungen, Wochen, Auszeichnungen, Anmerkungen) | Höchstplatzierung, Gesamtwochen, AuszeichnungChartplatzierungen (Jahr, Titel, Musiklabel, Platzierungen, Wochen, Auszeichnungen, Anmerkungen) | Anmerkungen                                                   |
| Jahr | Titel Musiklabel                                  | DE | AT | CH | UK | US | Anmerkungen                                                   |
| ---- | ------------------------------------------------- | --- | --- | --- | --- | --- | ------------------------------------------------------------- |
| 1972 | Styx Wooden Nickel Records (RCA)                  | — | — | — | — | — | Erstveröffentlichung: März 1972                               |
| 1973 | Styx II Wooden Nickel Records (RCA)               | — | — | — | — | US20 a Gold · (19 Wo.)US | Erstveröffentlichung: März 1973 Verkäufe: + 500.000           |
| 1973 | The Serpent Is Rising Wooden Nickel Records (RCA) | — | — | — | — | US192 (2 Wo.)US | Erstveröffentlichung: Oktober 1973                            |
| 1974 | Man of Miracles Wooden Nickel Records (RCA)       | — | — | — | — | US154 (12 Wo.)US | Erstveröffentlichung: 8. November 1974                        |
| 1975 | Equinox A&M Records (CBS)                         | — | — | — | — | US58 Gold · (50 Wo.)US | Erstveröffentlichung: 1. Dezember 1975 Verkäufe: + 600.000    |
| 1976 | Crystal Ball A&M Records (CBS)                    | — | — | — | — | US66 Gold · (18 Wo.)US | Erstveröffentlichung: 1. Oktober 1976 Verkäufe: + 550.000     |
| 1977 | The Grand Illusion A&M Records (CBS)              | — | — | — | — | US6 ×3Dreifachplatin · (127 Wo.)US | Erstveröffentlichung: 7. Juli 1977 Verkäufe: + 3.100.000      |
| 1978 | Pieces of Eight A&M Records (CBS)                 | — | — | — | — | US6 ×3Dreifachplatin · (92 Wo.)US | Erstveröffentlichung: 1. September 1978 Verkäufe: + 3.100.000 |
| 1979 | Cornerstone A&M Records (CBS)                     | DE6 Gold · (34 Wo.)DE | — | — | UK36 (8 Wo.)UK | US2 ×2Doppelplatin · (60 Wo.)US | Erstveröffentlichung: 19. Oktober 1979 Verkäufe: + 2.350.000  |
| 1981 | Paradise Theater A&M Records (CBS)                | DE21 (15 Wo.)DE | — | — | UK8 Silber · (8 Wo.)UK | US1 ×3Dreifachplatin · (61 Wo.)US | Erstveröffentlichung: 19. Januar 1981 Verkäufe: + 3.160.000   |
| 1983 | Kilroy Was Here A&M Records (CBS)                 | DE7 (25 Wo.)DE | — | — | UK67 (6 Wo.)UK | US3 Platin · (34 Wo.)US | Erstveröffentlichung: 28. Februar 1983 Verkäufe: + 1.100.000  |
| 1990 | Edge of the Century A&M Records (DGG)             | — | — | — | — | US63 Gold · (38 Wo.)US | Erstveröffentlichung: 18. Oktober 1990 Verkäufe: + 500.000    |
| 1999 | Brave New World Steamhammer (SPV)                 | — | — | — | — | US175 (1 Wo.)US | Erstveröffentlichung: 29. Juni 1999                           |
| 2003 | Cyclorama Sanctuary Records (RTD)                 | — | — | — | — | US127 (1 Wo.)US | Erstveröffentlichung: 18. Februar 2003                        |
| 2005 | Big Bang Theory Frontiers Music (SMD)             | — | — | — | — | US46 (2 Wo.)US | Erstveröffentlichung: 10. Mai 2005                            |
| 2017 | The Mission Universal Music (UMG)                 | DE49 (2 Wo.)DE | — | CH34 (1 Wo.)CH | — | US45 (2 Wo.)US | Erstveröffentlichung: 16. Juni 2017                           |
| 2021 | Crash of the Crown Universal Music (UMG)          | DE26 (2 Wo.)DE | — | CH17 (2 Wo.)CH | — | US114 (1 Wo.)US | Erstveröffentlichung: 18. Juni 2021                           |
| 2025 | Circling from Above Universal Music (UMG)         | DE46 (1 Wo.)DE | AT73 (1 Wo.)AT | CH20 (1 Wo.)CH | — | — | Erstveröffentlichung: 30. Mai 2025                            |

grau schraffiert: keine Chartdaten aus diesem Jahr verfügbar

### Livealben
| Jahr | Titel Musiklabel                                                                         | Höchstplatzierung, Gesamtwochen, AuszeichnungChartplatzierungen (Jahr, Titel, Musiklabel, Platzierungen, Wochen, Auszeichnungen, Anmerkungen) | Höchstplatzierung, Gesamtwochen, AuszeichnungChartplatzierungen (Jahr, Titel, Musiklabel, Platzierungen, Wochen, Auszeichnungen, Anmerkungen) | Höchstplatzierung, Gesamtwochen, AuszeichnungChartplatzierungen (Jahr, Titel, Musiklabel, Platzierungen, Wochen, Auszeichnungen, Anmerkungen) | Höchstplatzierung, Gesamtwochen, AuszeichnungChartplatzierungen (Jahr, Titel, Musiklabel, Platzierungen, Wochen, Auszeichnungen, Anmerkungen) | Höchstplatzierung, Gesamtwochen, AuszeichnungChartplatzierungen (Jahr, Titel, Musiklabel, Platzierungen, Wochen, Auszeichnungen, Anmerkungen) | Anmerkungen                                           |
| Jahr | Titel Musiklabel                                                                         | DE | AT | CH | UK | US | Anmerkungen                                           |
| ---- | ---------------------------------------------------------------------------------------- | --- | --- | --- | --- | --- | ----------------------------------------------------- |
| 1984 | Caught in the Act A&M Records (CBS)                                                      | DE55 (2 Wo.)DE | — | — | UK44 (2 Wo.)UK | US31 (15 Wo.)US | Erstveröffentlichung: April 1984                      |
| 1997 | Return to Paradise CMC International Records (BMG)                                       | — | — | — | — | US139 Gold · (1 Wo.)US | Erstveröffentlichung: 5. Mai 1997 Verkäufe: + 500.000 |
| 2000 | Arch Allies: Live at Riverport Sanctuary (BMG)                                           | — | — | — | — | — | Erstveröffentlichung: 9. Juni 2000 mit REO Speedwagon |
| 2001 | Styxworld Live 2001 Sanctuary (BMG)                                                      | — | — | — | — | — | Erstveröffentlichung: 5. Juni 2001                    |
| 2003 | 21st Century Live Sanctuary (BMG)                                                        | — | — | — | — | — | Erstveröffentlichung: 7. Oktober 2003                 |
| 2006 | One with Everything: Styx and the Contemporary Youth Orchestra Frontiers Music (Orchard) | — | — | — | — | — | Erstveröffentlichung: 14. November 2006               |
| 2012 | The Grand Illusion & Pieces of Eight – Live Eagle Rock Entertainment (Edel)              | — | — | — | — | — | Erstveröffentlichung: 27. Januar 2012                 |
| 2015 | Live at the Orleans Arena Las Vegas Eagle Rock Entertainment (Edel)                      | — | — | — | — | — | Erstveröffentlichung: 23. Juni 2015                   |

### Kompilationen
| Jahr | Titel Musiklabel                                                                                   | Höchstplatzierung, Gesamtwochen, AuszeichnungChartplatzierungen (Jahr, Titel, Musiklabel, Platzierungen, Wochen, Auszeichnungen, Anmerkungen) | Höchstplatzierung, Gesamtwochen, AuszeichnungChartplatzierungen (Jahr, Titel, Musiklabel, Platzierungen, Wochen, Auszeichnungen, Anmerkungen) | Höchstplatzierung, Gesamtwochen, AuszeichnungChartplatzierungen (Jahr, Titel, Musiklabel, Platzierungen, Wochen, Auszeichnungen, Anmerkungen) | Höchstplatzierung, Gesamtwochen, AuszeichnungChartplatzierungen (Jahr, Titel, Musiklabel, Platzierungen, Wochen, Auszeichnungen, Anmerkungen) | Höchstplatzierung, Gesamtwochen, AuszeichnungChartplatzierungen (Jahr, Titel, Musiklabel, Platzierungen, Wochen, Auszeichnungen, Anmerkungen) | Anmerkungen                                                  |
| Jahr | Titel Musiklabel                                                                                   | DE | AT | CH | UK | US | Anmerkungen                                                  |
| ---- | -------------------------------------------------------------------------------------------------- | --- | --- | --- | --- | --- | ------------------------------------------------------------ |
| 1977 | Best of Styx auch bekannt als: Lady Wooden Nickel Records (RCA)                                    | — | — | — | — | US— GoldUS | Erstveröffentlichung: 1977 Verkäufe: + 600.000               |
| 1980 | A Collection of Styx A&M Records (CBS)                                                             | — | — | — | — | — | Erstveröffentlichung: 1980                                   |
| 1982 | The Styx Collection RCA Records (RCA)                                                              | — | — | — | — | — | Erstveröffentlichung: 1982                                   |
| 1987 | Boat on the River auch bekannt als: Classics, Vol. 15 A&M Records (Polygram)                       | — | — | — | — | US— GoldUS | Erstveröffentlichung: 21. Juli 1987 Verkäufe: + 500.000      |
| 1995 | Greatest Hits A&M Records (BMG)                                                                    | — | — | — | — | US138 ×2Doppelplatin · (7 Wo.)US | Erstveröffentlichung: 22. August 1995 Verkäufe: + 2.100.000  |
| 1996 | Greatest Hits Part 2 A&M Records (BMG)                                                             | — | — | — | — | — | Erstveröffentlichung: 4. November 1996                       |
| 1997 | The Best of Times: The Best of Styx A&M Records (Polygram)                                         | — | — | — | — | — | Erstveröffentlichung: 10. März 1997                          |
| 2000 | Extended Versions: The Encore Collection BMG (BMG)                                                 | — | — | — | — | — | Erstveröffentlichung: 2000                                   |
| 2000 | The Singles Collection A&M Records (A&M)                                                           | — | — | — | — | — | Erstveröffentlichung: 26. September 2000                     |
| 2003 | Rockers A&M Records (UMG)                                                                          | — | — | — | — | — | Erstveröffentlichung: 26. August 2003                        |
| 2004 | Come Sail Away – The Styx Anthology auch bekannt als: Gold A&M Records (UMG)                       | — | — | — | — | US136 (1 Wo.)US | Erstveröffentlichung: 28. April 2004                         |
| 2011 | Babe – The Collection Spectrum Music (UMG)                                                         | — | — | — | — | — | Erstveröffentlichung: 9. Mai 2011                            |
| 2011 | Regeneration: Volume I & II Eagle Rock Entertainment (ERE)                                         | — | — | — | — | — | Erstveröffentlichung: 7. Oktober 2010                        |
| 2014 | The Soundtrack of Summer: The Very Best of Foreigner & Styx Trigger Productions (RED Distribution) | — | — | — | — | US69 (12 Wo.)US | Erstveröffentlichung: 6. Mai 2014 mit Don Felder & Foreigner |

grau schraffiert: keine Chartdaten aus diesem Jahr verfügbar

### EPs
| Jahr | Titel Album                  | Anmerkungen                         |
| ---- | ---------------------------- | ----------------------------------- |
| 2021 | The Same Stardust UMᵉ (UMG)  | Erstveröffentlichung: 4. Juni 2021  |
| 2023 | Welcome My Friends UMᵉ (UMG) | Erstveröffentlichung: 17. Juli 2023 |

## Singles
| Jahr | Titel Album                                               | Höchstplatzierung, Gesamtwochen/‑monate, AuszeichnungChartplatzierungen (Jahr, Titel, Album, Platzierungen, Wochen/Monate, Auszeichnungen, Anmerkungen) | Höchstplatzierung, Gesamtwochen/‑monate, AuszeichnungChartplatzierungen (Jahr, Titel, Album, Platzierungen, Wochen/Monate, Auszeichnungen, Anmerkungen) | Höchstplatzierung, Gesamtwochen/‑monate, AuszeichnungChartplatzierungen (Jahr, Titel, Album, Platzierungen, Wochen/Monate, Auszeichnungen, Anmerkungen) | Höchstplatzierung, Gesamtwochen/‑monate, AuszeichnungChartplatzierungen (Jahr, Titel, Album, Platzierungen, Wochen/Monate, Auszeichnungen, Anmerkungen) | Höchstplatzierung, Gesamtwochen/‑monate, AuszeichnungChartplatzierungen (Jahr, Titel, Album, Platzierungen, Wochen/Monate, Auszeichnungen, Anmerkungen) | Anmerkungen                                                |
| Jahr | Titel Album                                               | DE | AT | CH | UK | US | Anmerkungen                                                |
| ---- | --------------------------------------------------------- | --- | --- | --- | --- | --- | ---------------------------------------------------------- |
| 1971 | Soul Flow Styx                                            | — | — | — | — | — | Erstveröffentlichung: 17. Juni 1971                        |
| 1972 | Best Thing Styx                                           | — | — | — | — | US82 (6 Wo.)US | Erstveröffentlichung: Juli 1972                            |
| 1972 | I’m Gonna Make You Feel It Styx II                        | — | — | — | — | — | Erstveröffentlichung: Dezember 1972                        |
| 1973 | Father O. S. A. Styx II                                   | — | — | — | — | — | Erstveröffentlichung: 24. März 1973                        |
| 1973 | Winner Take All The Serpent Is Rising                     | — | — | — | — | — | Erstveröffentlichung: August 1973                          |
| 1973 | Lady Styx II                                              | — | — | — | — | US6 (17 Wo.)US | Erstveröffentlichung: September 1973                       |
| 1974 | Unfinished Song –                                         | — | — | — | — | — | Erstveröffentlichung: April 1974                           |
| 1974 | Lies Man of Miracles                                      | — | — | — | — | — | Erstveröffentlichung: August 1974                          |
| 1975 | You Need Love Styx II                                     | — | — | — | — | US88 (2 Wo.)US | Erstveröffentlichung: 2. Mai 1975                          |
| 1976 | Lorelei Equinox                                           | — | — | — | — | US27 (14 Wo.)US | Erstveröffentlichung: Januar 1976                          |
| 1976 | Light Up Equinox                                          | — | — | — | — | — | Erstveröffentlichung: April 1976                           |
| 1976 | Mademoiselle Crystal Ball                                 | — | — | — | — | US36 (11 Wo.)US | Erstveröffentlichung: Oktober 1976                         |
| 1977 | Jennifer Crystal Ball                                     | — | — | — | — | — | Erstveröffentlichung: Januar 1977                          |
| 1977 | Crystal Ball                                              | — | — | — | — | — | Erstveröffentlichung: April 1977                           |
| 1977 | Come Sail Away The Grand Illusion                         | — | — | — | — | US8 (22 Wo.)US | Erstveröffentlichung: August 1977                          |
| 1978 | Fooling Yourself (The Angry Young Man) The Grand Illusion | — | — | — | — | US29 (14 Wo.)US | Erstveröffentlichung: Januar 1978                          |
| 1978 | Blue Collar Man (Long Nights) Pieces of Eight             | — | — | — | — | US21 (14 Wo.)US | Erstveröffentlichung: August 1978                          |
| 1978 | Sing for the Day Pieces of Eight                          | — | — | — | — | US41 (8 Wo.)US | Erstveröffentlichung: Dezember 1978                        |
| 1979 | Renegade Pieces of Eight                                  | — | — | — | — | US16 (19 Wo.)US | Erstveröffentlichung: März 1979                            |
| 1979 | Lights Cornerstone                                        | DE35 (8 Wo.)DE | — | — | — | — | Erstveröffentlichung: Juli 1979                            |
| 1979 | Babe Cornerstone                                          | — | — | — | UK6 Silber · (10 Wo.)UK | US1 Gold · (19 Wo.)US | Erstveröffentlichung: September 1979 Verkäufe: + 1.300.000 |
| 1979 | Why Me Cornerstone                                        | — | — | — | — | US26 (13 Wo.)US | Erstveröffentlichung: Dezember 1979                        |
| 1980 | Borrowed Time Cornerstone                                 | — | — | — | — | US64 (6 Wo.)US | Erstveröffentlichung: März 1980                            |
| 1980 | Boat on the River Cornerstone                             | DE5 (32 Wo.)DE | AT2 (3½ Mt.)AT | CH1 (15 Wo.)CH | — | — | Erstveröffentlichung: März 1980                            |
| 1981 | The Best of Times Paradise Theatre                        | DE52 (7 Wo.)DE | — | — | UK42 (5 Wo.)UK | US3 (19 Wo.)US | Erstveröffentlichung: Januar 1981                          |
| 1981 | Too Much Time on My Hands Paradise Theatre                | — | — | — | — | US9 (19 Wo.)US | Erstveröffentlichung: März 1981                            |
| 1981 | Nothing Ever Goes as Planned Paradise Theatre             | — | — | — | — | US54 (8 Wo.)US | Erstveröffentlichung: Juni 1981                            |
| 1981 | Rockin’ The Paradise Paradise Theatre                     | — | — | — | — | — | Erstveröffentlichung: August 1981                          |
| 1983 | Mr. Roboto Kilroy Was Here                                | DE8 (18 Wo.)DE | AT16 (1 Mt.)AT | CH4 (6 Wo.)CH | UK90 (6 Wo.)UK | US3 Gold · (18 Wo.)US | Erstveröffentlichung: Februar 1983 Verkäufe: + 1.050.000   |
| 1983 | Don’t Let It End Kilroy Was Here                          | DE70 (1 Wo.)DE | — | — | UK56 (3 Wo.)UK | US6 (16 Wo.)US | Erstveröffentlichung: April 1983                           |
| 1983 | High Time Kilroy Was Here                                 | — | — | — | — | US48 (7 Wo.)US | Erstveröffentlichung: August 1983                          |
| 1984 | Music Time Caught in the Act                              | — | — | — | — | US40 (9 Wo.)US | Erstveröffentlichung: April 1984                           |
| 1990 | Love Is the Ritual Edge of the Century                    | — | — | — | — | US80 (6 Wo.)US | Erstveröffentlichung: September 1990                       |
| 1990 | Carrie Ann Edge of the Century                            | — | — | — | — | — | Erstveröffentlichung: Oktober 1990                         |
| 1990 | Show Me the Way Edge of the Century                       | — | — | — | — | US3 (23 Wo.)US | Erstveröffentlichung: November 1990                        |
| 1991 | Love at First Sight Edge of the Century                   | — | — | — | — | US25 (16 Wo.)US | Erstveröffentlichung: März 1991                            |
| 1996 | Little Suzie Greatest Hits Part 2                         | — | — | — | — | — | Erstveröffentlichung: 1996                                 |
| 1997 | Dear John Return to Paradise                              | — | — | — | — | — | Erstveröffentlichung: 1997                                 |
| 1999 | Number One Brave New World                                | — | — | — | — | — | Erstveröffentlichung: 1999                                 |
| 1999 | Everything Is Cool Brave New World                        | — | — | — | — | — | Erstveröffentlichung: 1999                                 |
| 2001 | A Criminal Mind Styxworld Live 2001                       | — | — | — | — | — | Erstveröffentlichung: 2001                                 |
| 2003 | Waiting For Out Time Cyclorama                            | — | — | — | — | — | Erstveröffentlichung: 2003                                 |
| 2003 | There are the Times Cyclorama                             | — | — | — | — | — | Erstveröffentlichung: 2003                                 |
| 2004 | I Am the Walrus Big Bang Theory                           | — | — | — | — | — | Erstveröffentlichung: 14. Dezember 2004                    |
| 2005 | I Don’t Need No Doctor Big Bang Theory                    | — | — | — | — | — | Erstveröffentlichung: 2005                                 |
| 2021 | Crash of the Crown                                        | — | — | — | — | — | Erstveröffentlichung: 6. Mai 2021                          |
| 2021 | Reveries Crash of the Crown                               | — | — | — | — | — | Erstveröffentlichung: 4. Juni 2021                         |
| 2025 | Build and Destroy Circling from Above                     | — | — | — | — | — | Erstveröffentlichung: 28. Mai 2025                         |

grau schraffiert: keine Chartdaten aus diesem Jahr verfügbar

## Videoalben und Musikvideos

### Videoalben
| Jahr | Titel Musiklabel                                                            | Höchstplatzierung, Gesamtwochen, AuszeichnungChartplatzierungen (Jahr, Titel, Musiklabel, Platzierungen, Wochen, Auszeichnungen, Anmerkungen) | Höchstplatzierung, Gesamtwochen, AuszeichnungChartplatzierungen (Jahr, Titel, Musiklabel, Platzierungen, Wochen, Auszeichnungen, Anmerkungen) | Höchstplatzierung, Gesamtwochen, AuszeichnungChartplatzierungen (Jahr, Titel, Musiklabel, Platzierungen, Wochen, Auszeichnungen, Anmerkungen) | Höchstplatzierung, Gesamtwochen, AuszeichnungChartplatzierungen (Jahr, Titel, Musiklabel, Platzierungen, Wochen, Auszeichnungen, Anmerkungen) | Höchstplatzierung, Gesamtwochen, AuszeichnungChartplatzierungen (Jahr, Titel, Musiklabel, Platzierungen, Wochen, Auszeichnungen, Anmerkungen) | Anmerkungen                                           |
| Jahr | Titel Musiklabel                                                            | DE | AT | CH | UK | US | Anmerkungen                                           |
| ---- | --------------------------------------------------------------------------- | --- | --- | --- | --- | --- | ----------------------------------------------------- |
| 1984 | Caught in the Act A&M Records (CBS)                                         | — | — | — | — | — | Erstveröffentlichung: 1984                            |
| 1997 | Return to Paradise CMC International Records (BMG)                          | — | — | — | — | US— GoldUS | Erstveröffentlichung: 5. Mai 1997 Verkäufe: + 55.000  |
| 2000 | Arch Allies – Live at Riverport Sanctuary (BMG)                             | — | — | — | — | — | Erstveröffentlichung: 9. Juni 2000 mit REO Speedwagon |
| 2006 | One with Everything Frontiers Music (Orchard)                               | — | — | — | — | — | Erstveröffentlichung: 14. November 2006               |
| 2012 | The Grand Illusion & Pieces of Eight – Live Eagle Rock Entertainment (Edel) | — | — | — | UK12 (2 Wo.)UK | — | Erstveröffentlichung: 27. Januar 2012                 |
| 2016 | Live at the Orleans Arena Las Vegas Eagle Rock Entertainment (Edel)         | — | — | — | UK35 (1 Wo.)UK | — | Erstveröffentlichung: 23. Juni 2015                   |

### Musikvideos
| Jahr | Titel                          | Regie        |
| ---- | ------------------------------ | ------------ |
| 1977 | Come Sail Away                 |              |
| 1978 | Sing for the Day               |              |
| 1978 | Blue Collar Man (Long Nights)  |              |
| 1979 | Babe                           |              |
| 1979 | Boat on the River              |              |
| 1979 | Borrowed Time                  |              |
| 1981 | Too Much Time on My Hands      |              |
| 1981 | The Best of Times              | Jerry Kramer |
| 1981 | A.D. 1928/Rockin’ the Paradise |              |
| 1983 | Mr. Roboto                     | Brian Gibson |
| 1983 | Heavy Metal Poisoning          | Brian Gibson |
| 1983 | Don’t Let It End               | Brian Gibson |
| 1983 | Haven’t We Been Here Before    | Steve Barron |
| 1984 | Music Time                     | Jay Dubin    |
| 1990 | Love Is the Ritual             | Michael Bay  |
| 1990 | Show Me the Way                | Michael Bay  |
| 1991 | Love at First Sight            |              |
| 2003 | Yes I Can                      |              |
| 2005 | I Am the Walrus                |              |
| 2005 | Can’t Find My Way Home         |              |
| 2009 | Can’t Stop Rockin’             |              |
| 2017 | Gone Gone Gone                 |              |

## Boxsets
| Jahr | Titel Musiklabel                                         | Anmerkungen                            |
| ---- | -------------------------------------------------------- | -------------------------------------- |
| 2005 | The Complete Wooden Nickel Recordings Hip-O Select (UMG) | Erstveröffentlichung: 15. Februar 2005 |
| 2012 | 5 Classic Albums A&M Records (UMG)                       | Erstveröffentlichung: 2. Oktober 2012  |

## Sonderveröffentlichungen
| Jahr | Titel Musiklabel                             | Anmerkungen                                                                                          |
| ---- | -------------------------------------------- | --- |
| 1980 | Rock Galaxy – Styx RCA Records (RCA)         | Erstveröffentlichung: 1980 Teil der Reihe Rock Galaxy                                                |
| 1981 | Reppoo A&M Records (A&M)                     | Erstveröffentlichung: 1981 nur in Japan erschienen                                                   |
| 2001 | Yesterday & Today BMG Special Products (BMG) | Erstveröffentlichung: 2001 Teil der Reihe Yesterday & Today                                          |
| 2002 | The Best of Styx A&M Records (UMG)           | Erstveröffentlichung: 6. November 2002 Teil der Reihe 20th Century Masters The Millennium Collection |
| 2010 | Icon A&M Records (UMG)                       | Erstveröffentlichung: 2010 Teil der Reihe Icon                                                       |

| Jahr | Titel Musiklabel                                                              | Anmerkungen                                                    |
| ---- | ----------------------------------------------------------------------------- | -------------------------------------------------------------- |
| 2004 | 20th Century Masters – The DVD Collection: The Best of Styx A&M Records (UMG) | Erstveröffentlichung: 2004 Teil der Reihe 20th Century Masters |

## Statistik

### Chartauswertung
|                     | DE    | AT    | CH    | UK    | US     |
| ------------------- | ----- | ----- | ----- | ----- | ------ |
| Nummer-eins-Alben   | DE—DE | AT—AT | CH—CH | UK—UK | US1US  |
| Top-10-Alben        | DE2DE | AT—AT | CH—CH | UK1UK | US5US  |
| Alben in den Charts | DE7DE | AT1AT | CH3CH | UK4UK | US21US |

|                       | DE    | AT    | CH    | UK    | US     |
| --------------------- | ----- | ----- | ----- | ----- | ------ |
| Nummer-eins-Singles   | DE—DE | AT—AT | CH1CH | UK—UK | US1US  |
| Top-10-Singles        | DE2DE | AT1AT | CH2CH | UK1UK | US8US  |
| Singles in den Charts | DE5DE | AT2AT | CH2CH | UK4UK | US23US |

|                          | DE    | AT    | CH    | UK    | US    |
| ------------------------ | ----- | ----- | ----- | ----- | ----- |
| Nummer-eins-Videoalben   | DE—DE | AT—AT | CH—CH | UK—UK | US—US |
| Top-10-Videoalben        | DE—DE | AT—AT | CH—CH | UK—UK | US—US |
| Videoalben in den Charts | DE—DE | AT—AT | CH—CH | UK2UK | US—US |

### Auszeichnungen für Musikverkäufe
| Goldene Schallplatte - Kanada - 1977: für das Album Crystal Ball - 1980: für die Single Babe - 1983: für die Single Mr. Roboto - 2002: für das Videoalbum Return to Paradise | Platin-Schallplatte - Kanada - 1977: für das Album Equinox - 1977: für das Album The Grand Illusion - 1978: für das Album Pieces of Eight - 1979: für das Album Cornerstone - 1981: für das Album Paradise Theater - 1983: für das Album Best of Styx - 1983: für das Album Kilroy Was Here - 1996: für das Album Greatest Hits |

Anmerkung: Auszeichnungen in Ländern aus den Charttabellen bzw. Chartboxen sind in ebendiesen zu finden.
| Land/RegionAuszeichnungen für Musikverkäufe (Land/Region, Auszeichnungen, Verkäufe, Quellen) | Silber     | Gold       | Platin       | Verkäufe   | Quellen           |
| -------------------------------------------------------------------------------------------- | ---------- | ---------- | ------------ | ---------- | ----------------- |
| Deutschland (BVMI)                                                                           | —          | Gold1      | —            | 250.000    | musikindustrie.de |
| Kanada (MC)                                                                                  | —          | 4× Gold4   | 8× Platin8   | 1.005.000  | musiccanada.com   |
| Vereinigte Staaten (RIAA)                                                                    | —          | 10× Gold10 | 14× Platin14 | 19.525.000 | riaa.com          |
| Vereinigtes Königreich (BPI)                                                                 | 2× Silber2 | —          | —            | 310.000    | bpi.co.uk         |
| Insgesamt                                                                                    | 2× Silber2 | 15× Gold15 | 22× Platin22 |            |                   |